# 不思議の国の女たち
『不思議の国の女たち』（フランス語: Broute-minou à Palm Springs, 英: A Lez In Wonderland）は、2006年に製作されたフランスの短編映画。
日本では、2008年7月20日に第17回東京国際レズビアン&ゲイ映画祭で上映された。同時上映は『フリーヘルド』（Freeheld）である。

## 概要
毎年3月・4月頃、アメリカア合衆国カリフォルニア州パームスプリングスで行われる、世界最大規模のレズビアンのイベント「ダイナショア・ウィークエンド」（Dinah Shore Weekend）を追ったドキュメンタリー・コメディ。

## キャスト
- グィネヴィア・ターナー